# Esmeralda (Disney)
Esmeralda é uma personagem fictícia que atua como deuteragonista principal do 34º longa-metragem de animação do Walt Disney Pictures de 1996, O Corcunda de Notre-Dame, e é uma personagem secundária em sua sequência. Ela é dublada por Demi Moore em ambos os filmes. Anteriormente, ela era a oitava integrante da franquia Disney Princesa.

## Desenvolvimento
Segundo Don Hahn, a ideia de produzir o filme surgiu do executivo de desenvolvimento dos estúdios da Disney, David Stain, que havia se inspirado no livro de Victor Hugo. Ele leu diversas adaptações do clássico O Corcunda de Notre-Dame em quadrinhos, e assim propôs a ideia para a Disney, que chamaram Kirk Wise e Gary Trousdale para trabalhar no projeto.  A personagem é baseada na cigana de mesmo nome do livro original, no entanto, ela se tornou uma heroína no filme da Disney, e amiga de Quasímodo desde o começo, algo que não estava no livro. Também diferente do livro original, ela acabou ficando viva no final do filme, já que ela era praticamente uma personagem principal. A atriz Demi Moore foi escolhida para a voz da personagem. 

### Personalidade
Ela é uma cigana destemida e com um coração de ouro (e é muito capaz de se defender). Ela também é capaz de olhar além das aparências físicas e é uma das primeiras - e única - pessoas em ambos os filmes a fazer amizade com o deformado ainda amável corcunda Quasímodo. Esmeralda é uma heroína maravilhosa cujo maior desejo é ver paz como Quasimodo e seu companheiro de ciganos ser aceito na sociedade e ser tratados como pessoas. Ela também parece ser bastante espirituosa, como Phoebus, quando enfrenta ele na igreja, ela verbalmente o desafia. Ela é muito passional e exige justiça, e mostra isso no Festival dos Tolos, quando ela se levanta para Quasimodo, enquanto as vaias da multidão contra ele. Ela é muito bonita e atrai a atenção de três homens durante o curso de O Corcunda de Notre Dame. Quasimodo é o primeiro a se apaixonar por ela, logo que ele conhece ela durante o Festival dos Tolos. Claude Frollo começa a gostar dela, bem como, e se afunda nos sonhos de obsessão sobre ela. Ele então dá a ela a chance de viver com ele como sua esposa, ou morrer na fogueira, quando ela é acusada de bruxaria. Phoebus também a ama, e ele é, eventualmente, a quem acaba de ganhar o seu amor em troca.

### Aparência
Esmeralda anda descalça no primeiro filme (mas veste sapatos pretos na seqüência), e ela tem a pele marrom claro, cabelos negros e olhos verde-esmeralda marcantes. Esmeralda chegou pela primeira vez em Paris como uma menina com seus pais. Mas quando ela tinha 6 anos, os soldados atacaram sua família, e sua mãe lhe disse para correr e se esconder. Ela nunca mais viu seus pais novamente depois disso. Então, Clopin levou ela. Devido à tragédia que aconteceu com seus pais, Esmeralda, desde então, tinha um ódio intenso para os soldados.usa uma saia roxa e um pano também roxo e usa um corcelete,camisa branca

## Aparições

### O Corcunda de Notre Dame
Ela é vista pela primeira vez dançando nas ruas. Alguns guardas chegam e assediam ela, mas com a ajuda de Djali e Phoebus, Esmeralda escapa. Ela é então vista dançando no festival dos tolos e chama a atenção de todos, até de Frollo. Quando chega a hora de coroar o rei dos tolos, ela puxa Quasímodo no palco, pensando que o rosto dele era uma máscara. Quando a multidão tortura Quasimodo, ela só vem em seu auxílio e acusa Frollo de crueldade por não tê-lo parado mais cedo e por não proporcionar justiça para "o menor destes que precisam de ajuda". Frollo ordena que ela seja presa, mas ela usa magia para desaparecer, fazendo com que Frollo a acuse de feitiçaria. Esmeralda habilmente se desvia e engana os soldados enviados, e finalmente, desaparece de vista.
Esmeralda visita Quasímodo na catedral disfarçada junto com Djali como um homem velho, mas é seguido por Phoebus. Ela é inicialmente agressiva em direção a ele, até o ponto de atacá-lo com um castiçal, mas se envolve em uma conversa quando ele guarda sua espada e se apresenta. Quando Frollo chega e ordena que Phoebus prenda ela, Phoebus se recusa dizendo que Esmeralda reivindicou o santuário. Frollo e os soldados são obrigados a sair da igreja pela Archdeacon. Frollo fica para trás tempo suficiente para avisá-la que ela só pode ficar dentro da casa por tanto tempo. Frollo e guardas estão em cada porta, forçando Esmeralda para repensar sua estratégia de saída. Por sugestão do Archdeacon, ela oferece uma oração sincera a Deus para ajudá-la e seu povo. Quasímodo tropeça em algumas velas, alertando-a de sua presença. Ele sobe à torre do sino e ela o persegue, tentando se desculpar com ele por ter levado ele para o palco. Em seguida, ela se depara com a oficina de Quasímodo e é instantaneamente impressionada pelo seu talento. Ele começa a entender que ela não é do mal e decide le mostrar a torre. Esmeralda exprime a sua surpresa que um homem tão cruel como Frollo criou um menino maravilhoso.
Quasimodo diz que Frollo sempre o tratou como um monstro. Esmeralda cita que Frollo acha que os ciganos são maus e diz que Frollo pode estar errado sobre eles. Quasímodo se oferece para deixá-la morar com ele na torre onde ela pode ter um santuário, mas ela expressa seu desejo de escapar da igreja como "ciganos não conseguem morar em quatro paredes". Quasímodo carrega ela e Djali ajuda. Esmeralda pede a ele para vir com ela, mas ele sabe que não seria bem-vindo e seu lugar permanece na torre. Esmeralda promete que se reunirá novamente com ele, e dá-lhe um mapa da cidade que irá levá-lo ao Tribunal dos Milagres, onde todos os ciganos estão se escondendo. Pouco depois, Frollo inicia uma caçada a ela e joga a cidade em caos.
Ela observa de longe e vê-lo queimar a casa de uma família inocente. Phoebus salva-los a tempo, mas mortalmente ferido tentando escapar. Ela salva-lo e leva-o para Quasimodo que ela sabe que irá ajudá-la. Ela cuida de seus ferimentos e Phoebus beija ela, sem querer quebrar o coração de Quasímodo, enquanto ele estava convencido de que ela o amava. Ela escapa da torre do sino, quando ela ouve Frollo se aproximar e deixa Phoebus nos cuidados de Quasímodo. Frollo diz que sabe onde Esmeralda esta e que vai atacar eça na parte da manhã com mil homens. Quasímodo e Phoebus chegam rapidamente ao Tribunal de Milagres usando o mapa de Esmeralda para tentar avisá-los, apenas para Frollo a aparecer de repente, ter usado Quasímodo para levá-lo lá. Esmeralda é capturada e condenada a queimar na fogueira por crime de bruxaria. Como Frollo detém a tocha para definir a pira em chamas, ele oferece a ela uma última chance de estar com ele ou ser queimado. Ela cospe em seu rosto em desgosto profundo e ele tenta queimá-la viva.
Ela é salva a tempo por Quasímodo, mas acaba quase sufocada e cai inconsciente. Quasímodo chora sobre seu corpo aparentemente morto antes de lutar contra Frollo. Esmeralda consegue viver, sendo tirada das garras de Frollo. Os resultados da batalha com Frollo caindo para sua morte e Esmeralda se agarrando a Quasímodo, mas ele escapa de suas mãos e é pego por Phoebus. Phoebus, ciente dos sentimentos de Quasímodo para Esmeralda, fica de lado para Quasímodo poder estar com ela. No entanto, Quasímodo entende seus sentimentos um pelo outro e interliga as mãos, tendo aceitado o amor e os dois se beijam. Como Phoebus e Esmeralda emergem de forma segura a partir da igreja em meio a aplausos para o triunfo da multidão, Esmeralda estende a mão para Quasímodo se juntar a eles. Como Quasimodo se junta a ela, ele é finalmente aceito na população da cidade.

### O Corcunda de Notre Dame 2
Em O Corcunda de Notre Dame 2, Esmeralda se torna esposa de Phoebus e tem um filho chamado Zephyr. Ela também usa sapatos pretos em vez de estar descalça.

### O Point do Mickey
Esmeralda faz várias aparições, juntamente com Quasimodo, as gárgulas, e Phoebus. Em Ask Von Drake, ela é vista dançando sobre uma mesa.

## Em outras mídias
Ela foi interpretada por Hélène Ségara no musical Notre-Dame de Paris de 1998 até 2010.  Ela também foi interpretada por Janien Masse, Nadia Bel, Tina Arena, Patti Russo, Dannii Minogue, Shirel, Thais Ciurana, Lily Dahab, Lola Ponce, Rosalia Misseri, Teona Dolnikova, Diana Savelyeva, Svetlana Svetikova, Choi Sung-hee, Oh Jin-yeong, Mun Hye-won, e Sandrine Van Handenhoven nas versões do musical para outros países. Assim como todos os personagens da Disney, ela apareceu em diversas mercadorias licenciadas pela Disney Consumer Products durante a exibição do filme. Originalmente, ela era um membro da franquia Disney Princesas, junto com Branca de Neve, Cinderela, Tinker Bell, Aurora, Ariel, Bela, Jasmine, Pocahontas e Mulan.   No entanto, ela não se encaixou na mitologia da franquia, e foi posteriormente retirada.
Esmeralda aparece durante diversos eventos nos parques da Disney, embora tenha ficado uma personagem rara de se encontrar, voltando a comparecer em eventos nos tempos atuais. Ela geralmente é vista ao lado de Quasímodo, Phoebus ou Frollo para cumprimentar os visitantes. Ela aparece durante o Disney's Not-So-Scary Halloween Show, ajudando Mickey e vários personagens da Disney a derrotar vilões como Jafar, Malévola e a bruxa de Branca de Neve. Ela derrota os vilões com a ajuda da Fera e reparece no final do show, se despedindo do público.  Ela participa do desfile Easter Wonderland, em comemoração a páscoa. Geralmente é vista dançando ou com algum personagem da Disney. Ela é geralmente vista na versão do mesmo desfile para a Disneylândia de Tóquio.  Ela é uma personagem muito popular na Disneylândia de Paris, principalmente por que seu filme esta localizada lá. Em praticamente todos os eventos, ela esta presente, embora raramente esteja junta com outras princesas, e mais com os personagens de seu filme. Durante o tempo em que o filme esteve em produção, Esmeralda fez uma dança no It's a Small World usando seu vestido vermelho.
Esmeralda aparece em Kingdom Hearts 3D: Dream Drop Distance em sua terra natal, La Cité des Cloches. No cenário de Riku, Esmeralda é vista fugindo de Frollo e Phoebus. Phoebus pergunta a Riku se ele viu uma mulher cigana, mas Riku nega o avistamento. Depois de deixar os inimigos, Esmeralda sai e agradece a Riku pela ajuda. Ela diz a ele que o coração de Frollo é infestado com a escuridão, o que dá a Riku o desejo de aprender mais sobre Frollo. Esmeralda aconselha-o a visitar Notre Dame para saber mais sobre sobre ele. Um pouco depois da chegada de Sora, o Quasímodo é atacado por Dream Eaters (pesadelos) na praça e Esmeralda ajuda Quasímodo feridos em Notre Dame. As ordens de Frollo e Phoebus aos guardas são para ir ao canto da capela, em uma tentativa de capturar Esmeralda e Quasímodo, mas secretamente eles ajudam eles a escapar. Sora, Quasímodo, e um exilado Phoebus, logo descobrem que Frollo está a caminho para o Tribunal recém-descoberto dos Milagres. Eles correm para salvar Esmeralda, mas ela é capturada de qualquer maneira. De volta à praça, Quasimodo resgata-la e leva-la para o topo da torre onde Frollo encontra seu fim. No final, Esmeralda e Phoebus começam seu relacionamento.  Ela também aparece em The Sceptre and the Kingdom, uma história em quadrinhos spin-off publicada na Espanha, onde Sora e Riku ajudam Esmeralda na fuga de Frollo quando são acidentalmente transportados para Paris. Sora brevemente pensa que Esmeralda é uma princesa de coração. Ela se sente lisonjeado com isso, mas diz que ela não é. Sora e Riku continuam sua jornada, com Laverne apontando o caminho para o seu próximo destino.